# Lazar Lusternik
Lazar Aronovitch Lusternik (en russe : Ла́зарь Аро́нович Люсте́рник, Lazar Aronovitch Liousternik), né le 31 décembre 1899 à Zduńska Wola (Pologne, Empire russe) et mort le 23 juillet 1981 à Moscou (Union soviétique), est un mathématicien soviétique.

## Biographie
Il est célèbre pour ses travaux en topologie et en géométrie différentielle, auxquels il applique le principe variationnel. En utilisant la théorie qu'il a introduite, avec Lev Schnirelmann, il prouve le théorème des trois géodésiques, une conjecture d'Henri Poincaré selon laquelle chaque corps convexe en 3 dimensions a au moins trois géodésiques fermées simples. L'ellipsoïde avec des axes distincts mais presque égaux est le cas critique avec exactement trois géodésiques fermées.
La théorie de Lusternik-Schnirelmann, comme elle est maintenant connue, est basée sur les travaux antérieurs d'Henri Poincaré, David Birkhoff et Marston Morse. Elle conduit à de nombreuses avancées en géométrie différentielle et en topologie. Pour ce travail, Lusternik reçoit le prix Staline en 1946. En plus d'être professeur de mathématiques à l'université d'État de Moscou, Lusternik travaille également à l'Institut mathématique de Steklov (RAS) de 1934 à 1948 et à l'Institut Lebedev de mécanique de précision et de génie informatique (IPMCE) de 1948 à 1955.
Il est l'élève de Nikolaï Louzine. En 1930, il est l'un des initiateurs de l'affaire Egorov, puis participe à la persécution politique de Louzine lui-même lors de l'« affaire Louzine ».